# مارك فنسنت
مارك فنسنت (بالإنجليزية: Mark Vincent)‏ هو مغني أوبرا ومغني أسترالي، ولد في 4 سبتمبر 1993 في كارينغبا ‏ في أستراليا.

## وصلات خارجية
- الموقع الرسمي
- مارك فنسنت على موقع ميوزك برينز (الإنجليزية)
- مارك فنسنت على موقع أول ميوزيك (الإنجليزية)
- مارك فنسنت على موقع ديسكوغز (الإنجليزية)